# Grégoire M'Bida
Grégoire M'Bida (Yaoundé, 27 gennaio 1952) è un ex calciatore camerunese, di ruolo centrocampista.

## Carriera
Fu attivo negli anni settanta e ottanta e ha fatto parte della rosa del Campionato mondiale di calcio 1982, in cui realizzò la rete dell'1-1 contro l'Italia, il 23 giugno 1982 a Vigo.
Quella rete fu la prima realizzata dal Camerun in una fase finale della Coppa del Mondo, essendo una nazionale debuttante, dopo gli 0-0 contro Polonia e Perù nelle due precedenti partite del girone.

## Palmarès
- Campionato camerunese: 1

Canon: 1981-1982
- Coppa d'Africa: 1

Camerun: 1984